# 카루나
"카루나"는 1996년에 개봉한 대한민국의 영화이다.
영화 감독이 투자자들에게서 받은 투자금을 
떼어먹고 미국으로 도망갔다.

## 캐스팅
- 옥소리 : 분님 역
- 김정훈 : 진형 역
- 김청 : 지숙 역
- 조재현 : 종길 역
- 최종원 : 양천수 역
- 남능미 : 신씨 역
- 서우림 : 화산댁 역
- 강민경 : 미란 역
- 박준규 : 상철 역
- 이진수 : 종식 역
- 박용식 : 함 서방 역
- 한규희 : 김 박사 역
- 남영진 : 미란 부 역
- 한영숙 : 미란 모 역
- 김영희 : 지숙 모 역
- 이석구 : 형사 역
- 오선화 : 선화 역
- 양일민 : 청지기 역
- 정세혁 : 소작인 역
- 최석호 : 꼽추아들 역
- 함광호 : 사내 1 역
- 정진우 : 사내 2 역
- 박정용 : 덥석부리 1 역
- 이호근 : 덥석부리 2 역
- 이재형 : 덥석부리 3 역
- 윤정일 : 덥석부리 4 역
- 곽정희 : 행자승 역
- 김경란 : 아낙 역
- 신예원 : 어린지숙 1 역
- 송정란 : 어린지숙 2 역
- 이성웅 (특별출연)
- 권병길 (특별출연)
- 김주영 (특별출연)